# Alhaji Kamara
Alhaji Kamara (ur. 16 kwietnia 1994 we Freetown) – sierraleoński piłkarz grający na pozycji napastnika w klubie Randers FC oraz reprezentacji Sierra Leone.

## Kariera
Alhaji Kamara rozpoczynał swoją karierę w miejscowym Kallon FC. Z drużyny był wypożyczany do kilku skandynawskich klubów, m.in. IFK Värnamo. W 2014 został zawodnikiem IFK Norrköping. Z drużyną zdobył mistrzostwo Szwecji. W 2016 wyjechał do Stanów Zjednoczonych. Reprezentował barwy D.C. United i Richmond Kickers z niższej ligi. W 2018 powrócił do Europy i występował w Sheriffie Tyraspol. Od 2019 roku jest zawodnikiem Randers FC. w sezonie 2020/2021 zdobył z klubem Puchar Danii.
W reprezentacji Sierra Leone zadebiutował 29 lutego 2012 w meczu z Wyspami Świętego Tomasza i Książęcą. W tym samym starciu zdobył pierwszą bramkę. Został powołany na Puchar Narodów Afryki 2021, gdzie zdobył bramkę przeciwko Wybrzeżu Kości Słoniowej.